# George Biddell Airy
Sir George Biddell Airy (Alnwick, 27 juli 1801 – Greenwich, 2 januari 1892) was een Brits astronoom en wiskundige en van 1835 tot 1881 de zevende Astronomer Royal. Tot zijn vele prestaties behoren zijn werk in planeetbanen, het meten van de gemiddelde dichtheid van de Aarde, een methode  voor het oplossen van tweedimensionale vraagstukken in de mechanica van vaste lichamen en, als Astronomer Royal, het opnieuw berekenen van meridiaan van Greenwich door het Koninklijk Observatorium van Greenwich als de nulmeridiaan. Zijn reputatie is bevlekt door verwijten dat, doordat hij niets deed, Groot-Brittannië de leidende rol bij de ontdekking van Neptunus misliep.

## Biografie
Airy werd geboren in Alnwick en was een van een lange lijn van Airys, waarvan de sporen teruggaan tot in de 14e eeuw. Zijn familietak verhuisde naar Lincolnshire. Daar werden de Airys boeren, na te hebben geleden in de Engelse Burgeroorlog. George Airy ging eerst naar basisscholen in Hereford en daarna naar de Colchester Royal Grammar School.
In 1819 ging hij studeren aan Trinity College (Cambridge) als sizar, wat inhoudt dat hij minder collegegeld betaalde in ruil voor huishoudelijk werk. In 1823 studeerde hij als beste student af. Op 1 oktober 1824 werd hij benoemd als docent aan Trinity en in december 1826 als hoogleraar wiskunde, als opvolger van Thomas Turton. Hij bekleedde deze leerstoel minder dan een jaar, omdat hij in februari 1828 benoemd werd als hoogleraar astronomie en directeur van de nieuwe sterrenwacht van Cambridge. In 1840 werd hij gekozen tot overzees lid van de Zweedse Koninklijke Academie van Wetenschappen.

### Onderzoek

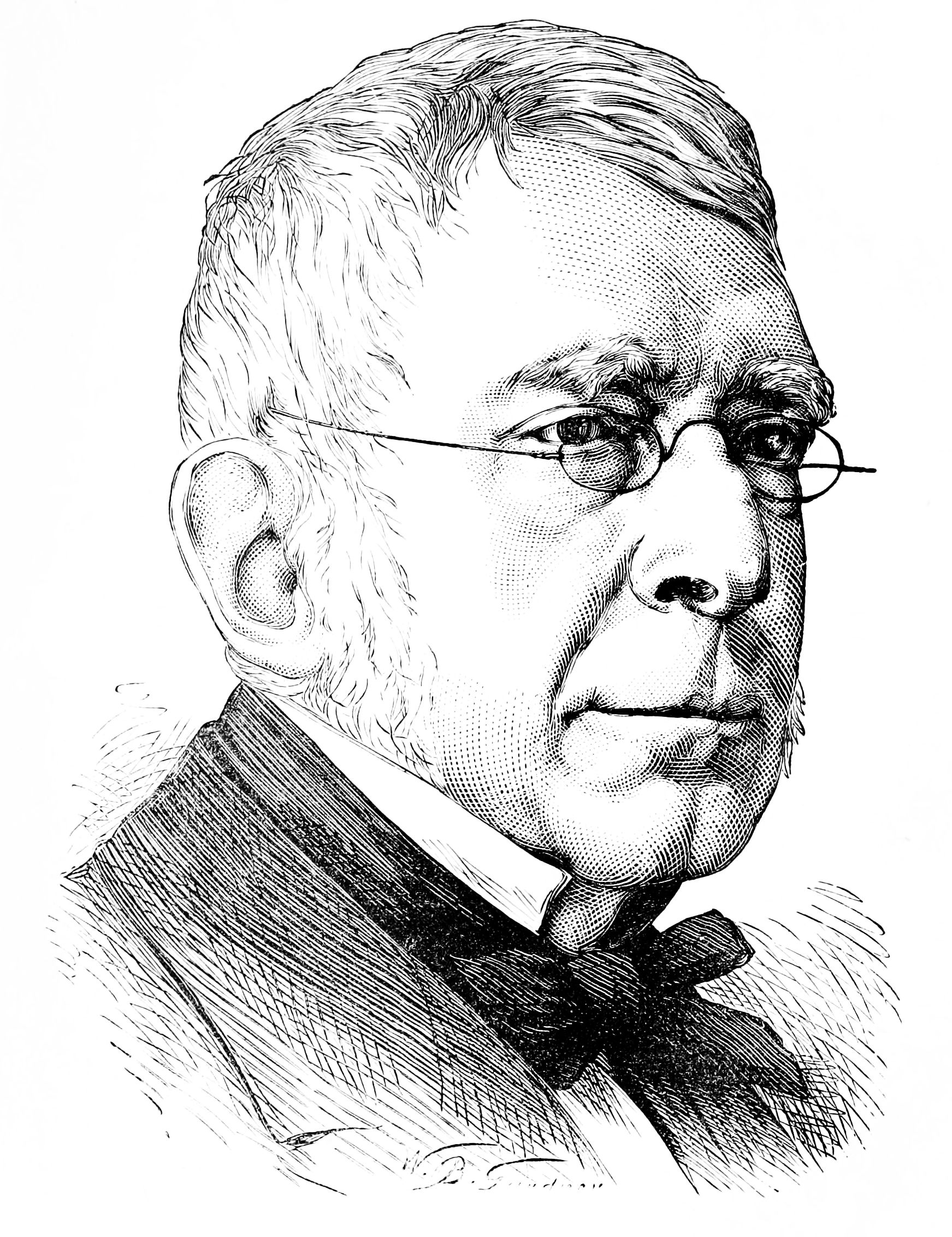
Schets van Airy uit Popular Science van 1891

Men kan een idee krijgen van Airys bezigheid als schrijver over wiskundige en natuurkundige onderwerpen door het feit dat voor zijn benoeming hij niet minder dan drie belangrijke stukken bijdroeg aan de Philosophical Transactions van de Royal Society en acht aan de Cambridge Philosophical Society. Op de sterrenwacht van Cambridge toonde Airy spoedig zijn organisatietalent. Toen hij daar de leiding nam was de enige telescoop een meridiaankijker en hij wijdde zich daar met kracht aan. Door een regelmatig werksysteem aan te nemen en een zorgvuldig plan voor gegevensreductie slaagde hij er in zijn waarnemingen actueel te houden. Hij publiceerde die jaarlijks met een stiptheid die zijn tijdgenoten verbaasde. Spoedig werd een muurcirkel opgesteld, waarmee vanaf 1833 regelmatige waarnemingen werden gedaan. Hetzelfde jaar schonk Hugh Percy, de derde Hertog van Northumberland, de sterrenwacht een uitstekende refractor met een opening van 12 inch, die volgens Airys ontwerp en onder zijn toezicht werd opgesteld, ofschoon de bouw niet voltooid was voor hij in 1835 naar Greenwich verhuisde.
Airys geschriften uit die tijd zijn verdeeld over wiskundige natuurkunde en astronomie. De eerste gaan voornamelijk over de theorie van het licht, voortkomend uit zijn colleges, in het bijzonder zijn paper On the Diffraction of an Object-Glass with Circular Aperture en zijn volledige behandeling van de theorie van de regenboog. In 1831 won hij hiervoor de Copley Medal van de Royal Society. Van zijn astronomische publicaties zijn zijn onderzoek naar de massa van Jupiter, zijn rapport aan de British Science Association over de vooruitgang van de astronomie in de 19e eeuw en zijn werk On an Inequality of Long Period in the Motions of the Earth and Venus de belangrijkste.
Een van de hoofdstukken in dit vaardig geschreven en leerzame rapport was gewijd aan "A Comparison of the Progress of Astronomy in England with that in other Countries", waarin Engeland zeer onvoordelig in beeld kwam. Dit verwijt werd door zijn eigen werk grotendeels tenietgedaan.

#### Afwijkingen in planeetbanen
Airys ontdekking van een nieuwe afwijking in de bewegingen van Venus en de Aarde is in zekere zin zijn opmerkelijkste prestatie. Bij het corrigeren van Delambres zonnetabel kwam hij op het vermoeden van het bestaan van een afwijking, die door haar maker over het hoofd was gezien. Hij zocht niet lang vergeefs naar de oorzaak hiervan: acht keer de gemiddelde beweging van Venus is zo dicht bij dertien keer die van de Aarde, dat het verschil slechts een gering deel van de gemiddelde beweging van de Aarde is. De term, die van dit verschil afhangt, is op zichzelf slechts klein, maar krijgt in de integratie van de differentiaalvergelijkingen een factor van 2.200.000. Uit dit feit kon Airy een afwijking afleiden, die zich over 240 jaar uitstrekt. Dit was waarschijnlijk het arbeidsintensiefste onderzoek tot dan toe in planetaire theorie. Als erkenning kreeg hij in 1833 de Gouden medaille van de Royal Astronomical Society. Hij zou haar in 1846 weer winnen.

#### Astronomer Royal
In juni 1835 werd Airy benoemd als Astronomer Royal als opvolger van John Pond en begon zijn lange carrière aan de nationale sterrenwacht, die de belangrijkste reden voor zijn roem vormt. Bij zijn benoeming was de toestand van de sterrenwacht zo, dat Minister van Marine George Eden overwoog dat het schoongeveegd moest worden, terwijl Airy toegaf dat het in een "gekke staat" verkeerde. Met zijn gebruikelijke energie ging hij aan het werk om het hele bestuur te reorganiseren. Hij gaf nieuwe vorm aan de uitgave van waarnemingen, zette de bibliotheek goed op en stelde een nieuwe 
equatoriale montering op, geschonken door Anne Sheepshanks (1789–1876) en vernoemd naar haar broer, astronoom Richard Sheepshanks (1794-1855). Hij organiseerde een nieuw magnetisch observatorium. In 1847 werd een nieuwe azimutale montering opgesteld, naar ontwerp van Airy, om waarnemingen van de Maan niet alleen op de meridiaan, maar overal waar zij zichtbaar is, te kunnen maken. In 1848 vond Airy de spiegelzenitbuis uit als vervanging van de tot dan gebruikte zenittelescoop. Eind 1850 werd de grote meridiaantelescoop van 203 mm opening en 3,5 meter brandpuntsafstand opgericht, nog steeds het eerste instrument in zijn soort op de sterrenwacht. Het opstellen van een equatoriale kijker met een opening van 330 mm bracht hem tot de opmerking in zijn logboek: "Er is nu geen werknemer of instrument meer in de sterrenwacht uit de tijd van Pond". De verandering werd voltooid door de inwijding van spectroscopisch werk in 1868 en de fotografische waarneming van zonnevlekken in 1873.

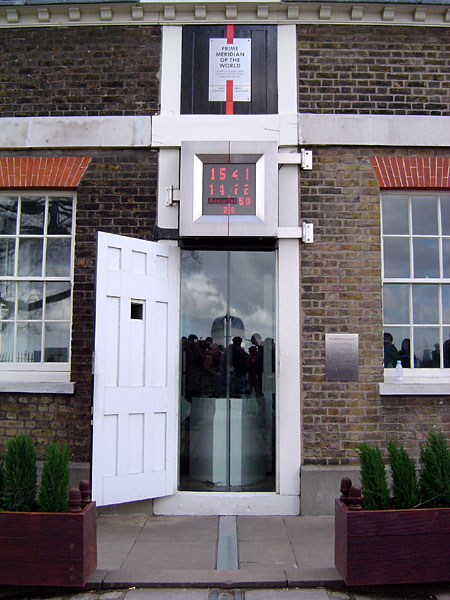
Nulmeridiaan in Greenwich

De formidabele onderneming van het reduceren van de opeengestapelde planeetwaarneningen van Greenwich van 1750 tot 1830 was al in gang onder leiding van Airy toen hij Astronomer Royal werd. Kort daarop naam hij de taak op zich de enorme hoeveelheid maanwaarnemingen te reduceren, die in Greenwich in dezelfde tijd onder respectievelijk James Bradley, Nathaniel Bliss, Nevil Maskelyne en John Pond waren gedaan. De kosten hiervan werden door een grote som gelds uit de schatkist bestreden. Als resultaat werden niet minder dan 8000 maanwaarnemingen aan de vergetelheid ontrukt en in 1846 aan astronomen ter beschikking gesteld in zo'n vorm, dat ze onmiddellijk gebruikt konden worden voor vergelijking met de theorie en voor verbetering van maantabellen.
Voor dit werk ontving Airy een aanbeveling van de Royal Astronomical Society en het leidde direct tot de ontdekking door Peter Andreas Hansen van twee nieuwe afwijkingen in de beweging van de Maan. Voordat hij enig theoretisch onderzoek begon na voltooiing van deze reducties, zocht Airy uit of andere wiskundigen zich met dit onderwerp bezighielden. Toen hij erachter kwam dat Hansen daarmee in opdracht van de Koning van Denemarken begonnen was, maar dat door de dood van de koning, en bijgevolg gebrek aan geld, het gevaar bestond dat Hansen zijn werk moest afbreken, verzocht Airy de Admiraliteit om geld voor Hansen. Aan dit verzoek werd onmiddellijk voldaan en zo kwam Hansens beroemde Tables de la Lune uit, opgedragen aan La Haute Amirauté de sa Majesté la Reine de la Grande Bretagne et d'Irlande.
In 1851 richtte Airy een nieuwe nulmeridiaan op bij Greenwich. Deze lijn, de vierde Meridiaan van Greenwich werd de definitief internationaal erkende lijn in 1884.

#### Op zoek naar Neptunus
In juni 1846 begon Airy een correspondentie met de Franse astronoom Urbain Le Verrier over diens voorspelling dat de onregelmatigheden in de beweging van Uranus veroorzaakt werden door een nog niet waargenomen hemellichaam. Hij was zich ervan bewust dat John Couch Adams, astronoom in Cambridge, had gesuggereerd dat hij vergelijkbare voorspellingen had gedaan en kreeg op 9 juli van James Challis gedaan dat die een systematische zoektocht ondernam, in de hoop de zege van de ontdekking voor Groot-Brittannië te winnen. Uiteindelijk won een rivaliserende zoektocht in Berlijn, opgezet door Le Verrier, de wedloop voor prioriteit. Ofschoon Airy zware kritiek kreeg van zowel Engelsen als Fransen wegens zijn nalaten sneller naar Adams' suggesties te handelen, wordt ook beweerd dat Adams' berichten vaag en laat waren en ook dat het zoeken naar een nieuwe planeet niet de verantwoordelijkheid van de Astronomer Royal was.

#### Gemiddelde dichtheid van de Aarde
Een van de opmerkelijkste onderzoeken van Airy was zijn bepaling van de gemiddelde dichtheid van de Aarde. In 1826 kreeg hij de gedachte dit probleem aan te pakken door middel van slingerproeven boven en onder in een diepe mijn. Zijn eerste poging, hetzelfde jaar uitgevoerd in de Dolcoathmijn in Cornwall, mislukte door een ongeluk met een van de slingers. Een tweede poging mislukte door een overstroming van de mijn en pas vele jaren later deed zich een nieuwe mogelijkheid voor. De experimenten werden uiteindelijk in de Hartonmijn bij South Shields in 1854 uitgevoerd. De directe uitkomst was dat de zwaartekracht onder in de mijn 1/19286e deel groter was dan bovenin. De diepte van de mijn was 383 m. Hieruit berekende hij een uiteindelijke waarde voor de dichtheid van de Aarde van 6,566. Deze waarde, hoewel deze aanzienlijk groter was dan eerder met andere methoden gevonden, vond Airy vanwege de zorg en volledigheid waarmee de waarnemingen werden uitgevoerd en behandeld "waardig om op zijn minst op gelijke voet met andere te wedijveren." (De tegenwoordig aanvaarde waarde voor dichtheid van de aarde is 5.5153 g/cm³.)

#### Maantheorie
In 1872 bedacht Airy een nieuwe manier de maantheorie te behandelen en op 71-jarige leeftijd begon hij het aanzienlijke werk dat dit schema inhield. Een algemene beschrijving van zijn methode vindt men in de Monthly Notices van de Royal Astronomical Society, vol. xxxiv, No. 3. Het bestond in essentie uit het aannemen van Charles-Eugène Delaunays numerieke uitdrukking van de lengte, breedte en parallax, met een symbolische term toegewezen aan elk getal, waarvan de waarde bepaald zou worden door substitutie in de bewegingsvergelijkingen.
Deze behandelingswijze van de vraag van de volgorde van de termen is numeriek en hoewel de hoeveelheid werk een jongere man zou afschrikken, waren de details eenvoudig en een groot deel ervan kon aan een "eenvoudige rekenaar" overgelaten worden. Merk op dat in die tijd met de term "rekenaar" een persoon werd bedoeld, die berekeningen uitvoert met hand of met mechanische hulpmiddelen.
Het werk werd in 1886 uitgegeven, toen de schrijver 85 jaar oud was. Enige tijd ervoor werd hij gekweld door een vermoeden dat bepaalde fouten in de berekeningen geslopen waren en dus wijdde hij zichzelf aan de taak van revisie. Zijn krachten waren echter niet meer wat ze geweest waren en hij kon de zaak nooit meer voldoende onderzoeken. In 1890 vertelde hij hoe een ernstige fout in een van de eerste stappen was begaan en voegt pathetisch toe: "Mijn geest in het werk was gebroken en ik ben er sindsdien nimmer van harte mee doorgegaan."

#### Toegepaste mechanica

##### Stress function method
In 1862 stelde Airy een nieuwe techniek voor om de vervorming en spanning in een balk te bepalen. Deze techniek wordt gebruikt om oplossingen te vinden voor veel tweedimensionale problemen in de mechanica van vaste lichamen. Het werd onder andere gebruikt door H. M. Westergaard om de spanning en vervorming rond de scheurtip te bepalen. Zo droeg deze methode bij aan de ontwikkeling van de breukmechanica.

##### Tay Bridge Disaster

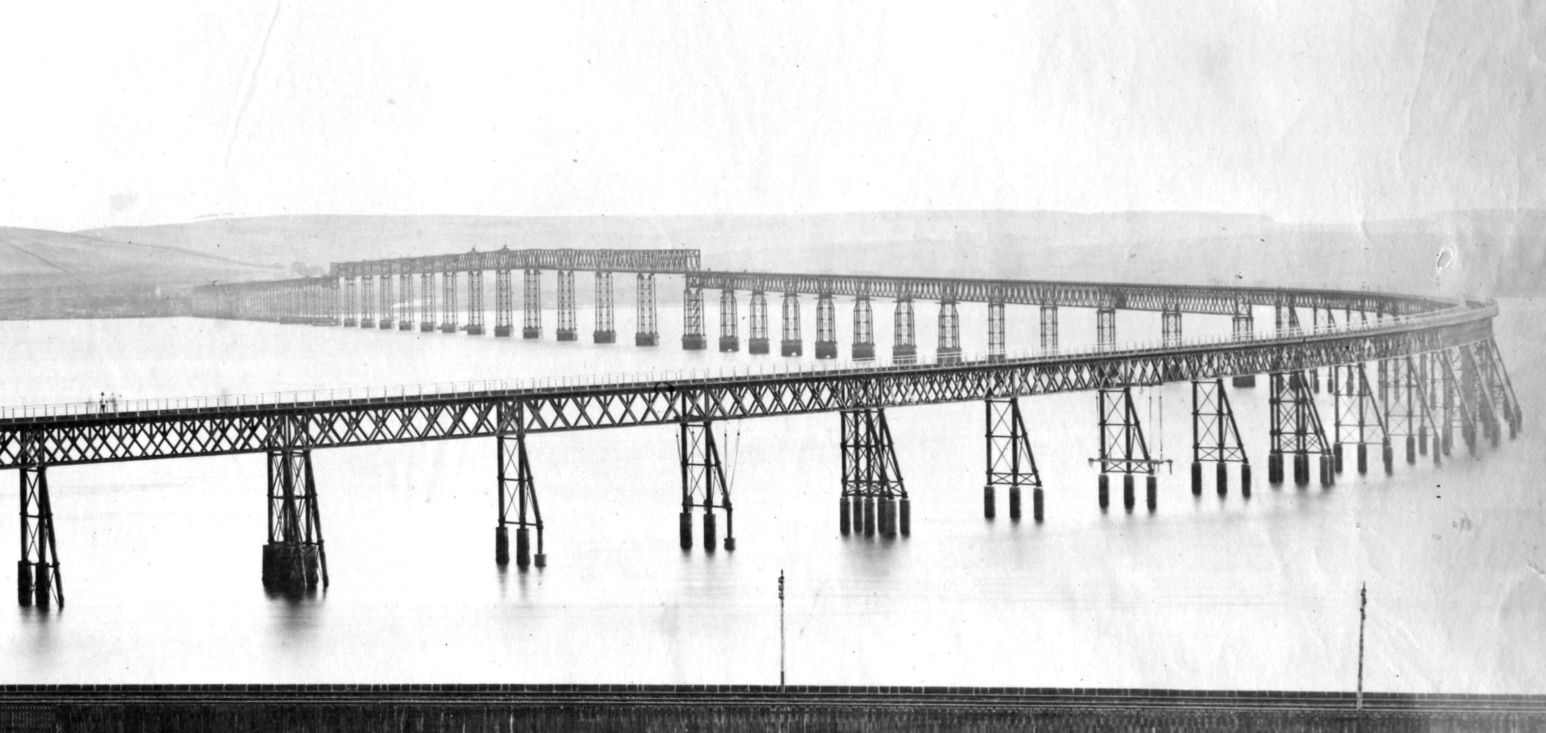
De eerste Tay Bridge vanuit het noorden gezien

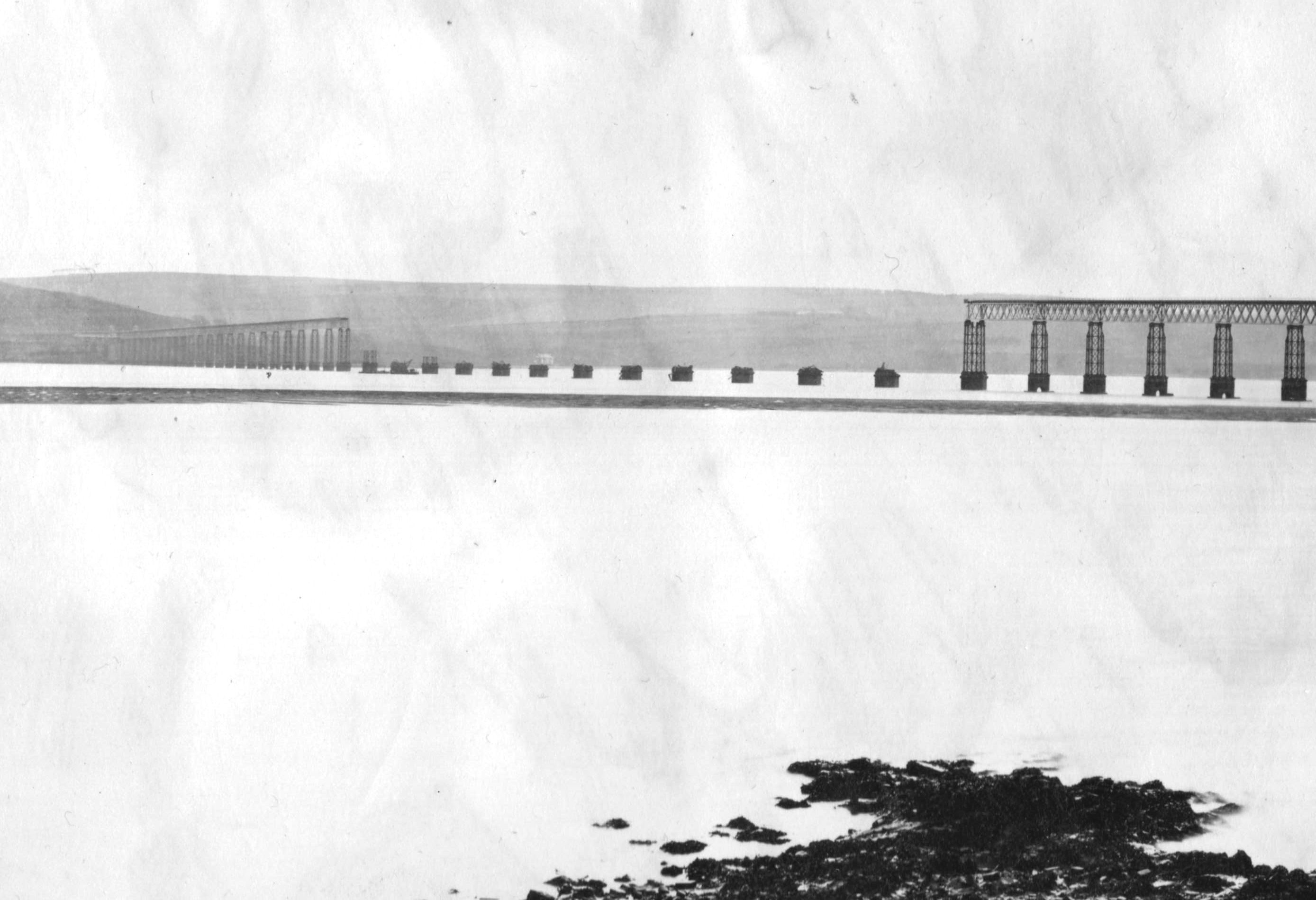
Verwoesting van de Tay Bridge

Airy werd geraadpleegd over de windsnelheden en -drukken, zoals die zouden voorkomen bij de voorgestelde Forth Bridge, ontworpen door Thomas Bouch in de late jaren 70 van de negentiende eeuw. Hij verwachtte geen druk groter dan 500 pascal, een opmerking die Bouch van ook toepassing achtte voor de eerste Tay Bridge, toen in aanbouw. Veel grotere drukken kunnen echter verwacht worden in zware storm. Airy werd verhoord in het officiële onderzoek naar de ramp met de Tay Bridge (1879) en kreeg kritiek voor zijn advies. Weinig was echter bekend over de problemen van windweerstand van grote bouwwerken en een Royal Commission on Wind Pressure werd ingesteld om het probleem te onderzoeken.

### Privéleven

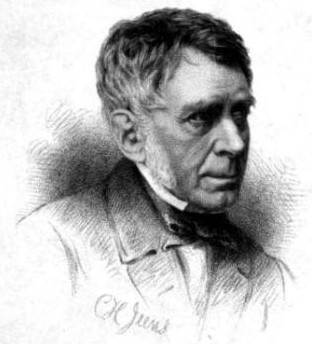
George Biddell Airy

In juli 1824 ontmoette Airy Richarda Smith (1804–1875), "een grote schoonheid", bij een wandeling door Derbyshire. Hij schreef later: "Onze ogen ontmoetten elkaar ... en mijn lot was bezegeld ... ik voelde onweerstaanbaar dat we verenigd moesten worden" en twee dagen later deed Airy een huwelijksaanzoek. Richarda's vader, dominee Richard Smith, vond dat Airy het geld ontbrak om zijn dochter te trouwen. Pas in 1830, toen Airy bij Cambridge was benoemd, gaf hij toestemming voor het huwelijk.
Ze hadden negen kinderen, van wie de drie eerste als kind stierven. De oudst overlevende, Wilfrid Airy, was de ontwerper en ingenieur van "Kolonel" George Tomlines sterrenwacht van Orwell Park.
Hun oudste dochter, Hilda (1840–1916), trouwde in 1864 met Edward Routh.
Airy ging in 1881 met pensioen en woonde met zijn twee getrouwde dochters in Croom's Hill bij Greenwich. In 1891 viel hij en raakte inwendig verwond. Hij overleefde de daaropvolgende chirurgische ingreep slechts enkele dagen. Zijn vermogen bij zijn dood bedroeg £27.713. Airy, zijn vrouw en drie eerder gestorven kinderen liggen begraven bij de Sint Mariakerk in Playford (Suffolk). Een huisje dat Airy naast de kerk bezat bestaat nog steeds en is nu privaateigendom.

## Vernoemingen
- Airyfunctie, een natuurkundige functie voor de berekening van een hoeveelheid licht.
- Airy-schijf, de schijfvormige afbeelding van een lichtbron in een punt.
- Airy-experiment, een experiment voor de bepaling van de dichtheid van de Aarde.
- Airyvoorwaarde, een voorwaarde.
- Airy (Marskrater), een inslagkrater van 41 km op Mars, naar hem vernoemd in 1973.
- Airy-0, een kleine inslagkrater in Airy op de nulmeridiaan op Mars, naar hem vernoemd in 2003.